# Wijnvlek

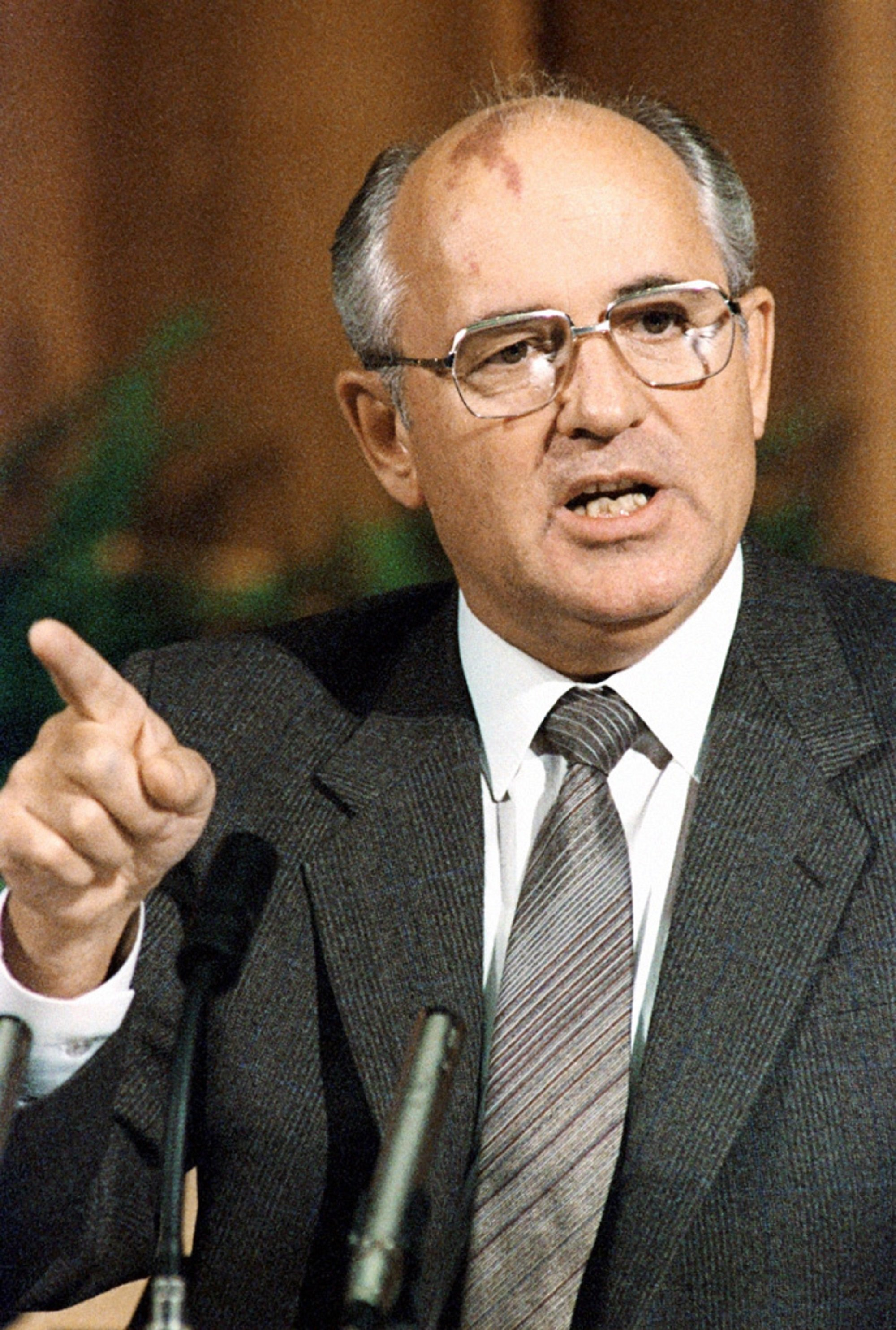
Michail Gorbatsjov met karakteristieke wijnvlek op het voorhoofd

Een wijnvlek (Latijn: naevus flammeus) is een aangeboren vaatafwijking, waarbij de haarvaten in de huid in diameter zijn toegenomen, een (capillaire) vaatmalformatie. Ze komen vooral in de hals en het aangezicht voor. Een bekend persoon met een wijnvlek was Michail Gorbatsjov.
Ongeveer een half procent van de bevolking wordt geboren met wijnvlekken. De aandoening is niet erfelijk.
Een wijnvlek ziet eruit als een roze tot paarse verkleuring. Bij de geboorte ziet de vlek er vaak vlak en roze uit. Mettertijd kunnen de bloedvaatjes verder uitzetten, waardoor de wijnvlek donkerder en dikker wordt. Een wijnvlek (aangeboren) moet onderscheiden worden van aandoeningen als het hemangioom (bij de geboorte in 80% van de gevallen afwezig).
Bij een klein percentage van de mensen met een wijnvlek in het gezicht zijn er ook inwendige vaatafwijkingen in de hersenen die weleens problemen geven, zoals epilepsie. Men spreekt dan van het syndroom van Sturge-Weber.

## Behandeling
Een wijnvlek zal nooit spontaan verdwijnen. Een laserbehandeling kan goede resultaten opleveren, waarbij de bloedvaatjes worden verhit en verschrompelen. De vlek kan na tien behandelingen geheel verdwenen zijn. Soms echter is de vlek na meer dan dertig behandelingen nog steeds te zien. Een onderzoek uit 2007 wees uit dat ook na een succesvolle behandeling de kleur weer donkerder kan worden.
Er bestaan ook cosmetische camouflagetechnieken waardoor de afwijking met make-up vrijwel onzichtbaar is te maken.
In de jaren vijftig en begin jaren zestig van de twintigste eeuw werden deze wijnvlekken bij zeer jonge baby's met röntgenstraling behandeld. Deze behandeling had tot gevolg dat de wijnvlek verdween, maar daarvoor in de plaats een veel wittere huid met verminderd pigment terugkeerde. Onderliggende bloedvaten waren duidelijk zichtbaar en de huid bruinde nauwelijks meer onder invloed van zonlicht. Bij het bereiken van een hogere leeftijd vindt in het behandelde gebied een versnelde veroudering plaats met een ernstig verhoogd risico op melanoom. Deze behandeltechniek wordt niet meer toegepast.